# Narsete di Persia
Narsete (tra il 228 e il 233 – 303), traslitterato anche nelle forme Narseh, Narses e Narseus (in medio persiano 𐭮𐭥𐭮𐭧𐭩; in persiano moderno: نرسه, Narsē) fu il settimo re dei re dell'impero sasanide dal 293 alla sua morte, avvenuta un decennio dopo.
Ultimogenito di Sapore I (regnante dal 240 al 270), Narsete prestò servizio in veste di governatore del Sakastan, dell'Indo e del Turan (odierno Pakistan orientale) sotto suo padre. Sapore I fu infine succeduto da suo figlio Ormisda I (r. 270-271), che morì dopo un regno di un anno. Il primogenito di Sapore I Bahram I, che non era mai stato considerato un papabile candidato alla successione al trono da suo padre, salì al trono grazie all'aiuto del potente sacerdote zoroastriano Kartir. In seguito, Narsete giunse a un accordo con il sovrano volto a rinunciare al suo diritto al trono in cambio del governatorato dell'importante provincia di frontiera dell'Armenia, che era costante oggetto di contesa tra l'impero romano e quello sasanide. Narsete deteneva il titolo di Vazurg Šāh Arminān ("Grande re d'Armenia"), usato dall'erede al trono nella prima epoca sasanide. Tuttavia, è molto probabile che Narsete non rinunciò mai in cuor suo alla prospettiva di diventare sovrano dell'impero sasanide, tanto che con il tempo si convinse a ritenere Bahram I alla stregua di un usurpatore.
La successione del figlio di Bahram I, Bahram II (r. 274-293), avvenne senza problemi. Tuttavia, dopo la morte di quest'ultimo nel 293, il nobile Wahnam fece incoronare il figlio di Bahram II, Bahram III, non incontrando il sostegno di altri aristocratici. L'autorità di Bahram III fu dunque messa in discussione da più partiti, i quali auspicavano invece che fosse Narsete di governare. Alla fine, Bahram III dovette abdicare e rinunciare al ruolo di scià, mentre Wahnam fu giustiziato. L'ascesa al trono di Narsete lo rese il primo monarca sasanide a non accedere alla massima carica in qualità di principe ereditario. Le circostanze dell'ascesa al potere di Narsete sono descritte in maniera dettagliata nell'iscrizione di Paikuli, realizzata per legittimare il suo potere.
Tre anni dopo la sua ascesa, scoppiò nuovamente una guerra tra sasanidi e romani. Nella primavera del 297, le forze di Narsete inflissero una pesante sconfitta ai rivali guidati da Galerio. L'anno successivo, tuttavia, Narsete subì una cocente battuta d'arresto a Satala; le sue mogli, i suoi figli e molti nobili iranici furono fatti prigionieri di guerra. A causa di questa gravissima sconfitta, che suscitò numerosi malumori interni, Narsete fu costretto ad accettare di stipulare un trattato di pace vantaggioso per i romani, cedendo loro diverse terre di confine.
In campo religioso, Narsete perseguì la medesima politica di tolleranza adottata dal padre. Morto nel 303, gli subentrò suo figlio Ormisda II.

## Nome
"Narsete" deriva dall'antico nome teoforico iranico *naryasa(n)ha-, che significa "lode degli uomini". Il nome di Narsete è noto come nrshy in medio persiano e come nryshw in partico sull'iscrizione di Paikuli e di Naqsh-e Rostam. Anche la versione greca del suo nome è elencata nelle iscrizioni sotto forma di Narsaiēs o Narsaios. Tuttavia, altre fonti elleniche generalmente riferiscono il suo nome come Narsēs. In altre lingue è noto nelle seguenti versioni: in latino Narseus; in siriaco ܢܪܣܝ Nrsy; in arabo نرسي‎? Narsi; in armeno Neseh; in copto Narsaph e Narseos.

## Biografia

### Primi anni e governatorato
È probabile che Narsete fosse il figlio più giovane di Sapore I, poiché la sua nascita avvenne tra il 228 e il 233, mentre l'impero risultava amministrato da suo nonno Ardashir I (regnante dal 224 al 242). Narsete è citato in un'iscrizione di suo padre Sapore I in qualità di governatore delle province sasanidi orientali dell'Indo, del Sakastan e del Turan (odierno Pakistan orientale). Durante il suo mandato come governatore, stando a quanto riferito dalle fonti, svolse un ruolo importante nelle questioni politiche che interessavano la parte orientale dell'impero. Sapore I morì nel 270 e gli successe Ormisda I, il cui governo durò solo un anno in virtù della sua morte. Il fratello maggiore di Narsete, Bahram I, che non fu mai considerato un candidato alla successione al trono dal padre, probabilmente per via della sua madre di umili origini, salì al trono con l'aiuto del potente sacerdote zoroastriano Kartir.
In seguito, strinse un accordo con Narsete per rinunciare al suo diritto al trono in cambio del governatorato della strategica provincia di frontiera dell'Armenia, costantemente esposta agli attacchi dell'impero romano e travagliata dalle guerre. Narsete adottò il titolo di Vazurg Šāh Arminān ("Grande re d'Armenia"), che in genere era impiegato dall'erede al trono. Nonostante il patto sopra menzionato, Narsete non rinunciò del tutto all'ipotesi di regnare sull'impero sasanide, ritenendo probabilmente Bahram I alla stregua di un usurpatore. Comunque sia, il regno di Bahram I si rivelò piuttosto sereno e terminò nel settembre 274 con la sua morte. In veste di scià gli succedette suo figlio Bahram II, con la sua ascesa che potrebbe essere stata favorita da Kartir. Una simile sequela di eventi rese Narsete abbastanza infelice, in quanto non era la prima volta in cui si sentì trascurato al momento della successione.

### Ascesa

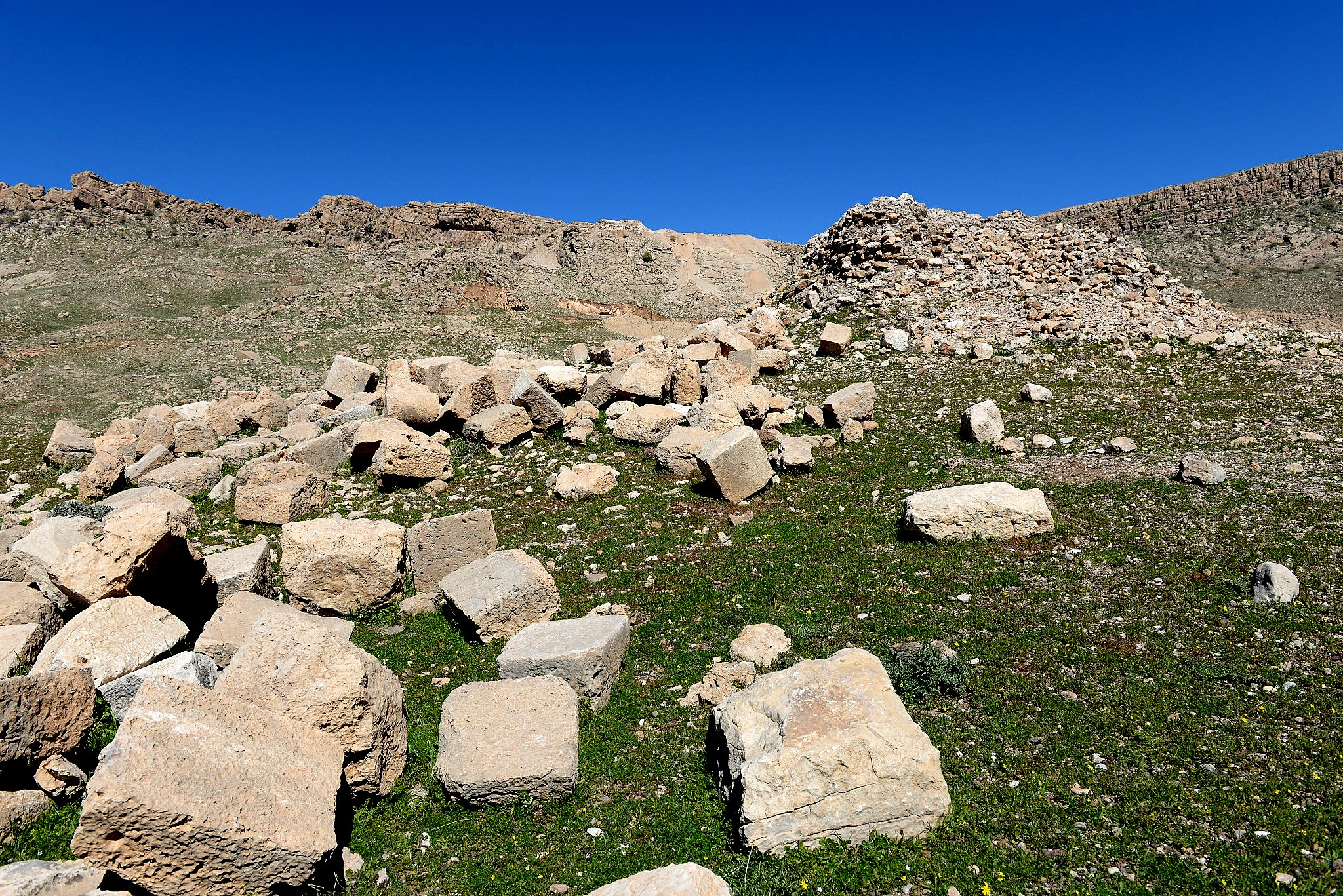
Rovine della torre di Paikuli nel Kurdistan iracheno

Dopo la dipartita di Bahram II nel 293, suo figlio Bahram III fu, forse nemmeno per propria iniziativa, proclamato scià nel Pars da un gruppo di nobili guidati da un influente aristocratico chiamato Wahnam e sostenuti da Adurfarrobay, governatore del Maishan. Tuttavia, Bahram III era considerato un sovrano debole da alcune frange aristocratiche, le quali decisero di giurare fedeltà a Narsete, l'ultimo figlio rimasto di Sapore, ritenuto un uomo più forte e maggiormente pronto per amministrare l'impero. Dopo quattro mesi di regno di Bahram III, Narsete fu convocato in Mesopotamia su richiesta di vari esponenti dell'élite persiana. Egli li incontrò al passaggio di Paikuli, nella provincia di Garmekan (dintorni della moderna Kirkuk), dove gli fu giurata fedeltà e probabilmente ebbe anche luogo l'investitura come scià; è verosimile che la cerimonia venne supervisionata da parte di chi lo incontrò. Le ragioni che sottendevano a questa presa di posizione della nobiltà potrebbero essere legate al suo passato come governatore, alla sua immagine di sostenitore dello zoroastrismo e alla fiducia riposta da chi lo riteneva la figura ideale per condurre l'impero alla pace e alla prosperità. È plausibile che anche il fatto che discendesse dai primi storici regnanti sasanidi avesse giocato un ruolo importante.
Per evitare spargimenti di sangue, Narsete propose di giungere a una pace sia con Bahram III che con Wahnam. Pare che i negoziati andarono a buon fine, in quanto non si ha notizia di lotte intestine risoltesi su un qualche campo di battaglia. Il motivo del rapido accordo di pace tra Bahram III e Wahnam potrebbe essere stato dovuto alla circostanza che molti sostenitori di Bahram III lo avevano abbandonato. Quest'ultimo abdicò come scià e fu probabilmente risparmiato, mentre Wahnam fu giustiziato quando Narsete fece ingresso nella capitale sasanide, Ctesifonte. A quel punto Narsete convocò gli aristocratici per partecipare alla votazione del re, un rituale in vigore sin dai tempi del primo scià sasanide, Ardashir I (r. 224-242), e di cui Narsete se ne servì per assicurarsi l'approvazione dell'aristocrazia e farsi riconoscere quale sovrano legittimo anziché usurpatore. È possibile che ottenne la stragrande maggioranza dei voti e, in seguito allo spoglio, garantì «di insediarsi sul trono di nostro padre e dei nostri antenati con il favore degli dei, nel loro nome e in quello dei nostri antenati». Tra i suoi sostenitori figurava il sommo sacerdote Kartir, come attesta l'iscrizione di Paikuli.

### Regno

#### Guerra con i romani

Mappa che mostra i confini romano-sasanidi

Quando Narsete salì al trono, la parte orientale della Mesopotamia (dal 244) e l'intera Armenia (dal 252) erano sotto il dominio sasanide. Le relazioni bilaterali con la Persia apparivano per l'impero romano già decisamente tese a causa dell'approccio aggressivo ed espansionistico di Ardashir I e Sapore I. A un certo punto, i romani rinunciarono, malgrado non definitivamente, all'obiettivo di espandersi verso est: le cause per cui il piano si arenò furono probabilmente dovute alle perdite territoriali, agli eccessivi costi e ai mutamenti geopolitici avversi nelle terre mesopotamico-armeni negli anni 240 e 250.
La ricostruzione tradizionale secondo cui la parte occidentale dell'Armenia fosse stata assegnata in gestione al principe arsacide Tiridate III, il quale, esautorato perché ritenuto inadatto per il suo ruolo da Narsete, cercò rifugiò in territorio romano, è stata però di recente messa in discussione. Secondo la storica Ursula Weber, «è abbastanza certo» che l'intera Armenia continuò a far parte dell'impero sasanide nel III secolo, fino a quando passò in mano ai romani nel 298/299 dopo la pace di Nisibis. È probabile che il sovrano sasanide ammirasse le campagne espansionistiche di Sapore I e intendesse perseguire la medesima politica estera, malgrado ciò non trovi riscontro con la testimonianza presente nell'iscrizione di Paikuli, la quale parla di rapporti pacifici: «E Cesare [kysly] e i romani erano in gratitudine, pace e amicizia con noi». In verità, in contrasto con tale testimonianza, i due imperi ricominciarono a scontrarsi in maniera intensa nel 296, quando i romani appoggiarono in Armenia un'insurrezione locale volta a reinsediare al potere Tiridate.  Per punire i romani per aver appoggiato la rivolta armena, Narsete invase la provincia della Siria, appartenente ai suoi avversari. A quel punto, i romani decisero di aiutare attivamente Tiridate a salire sul trono armeno.

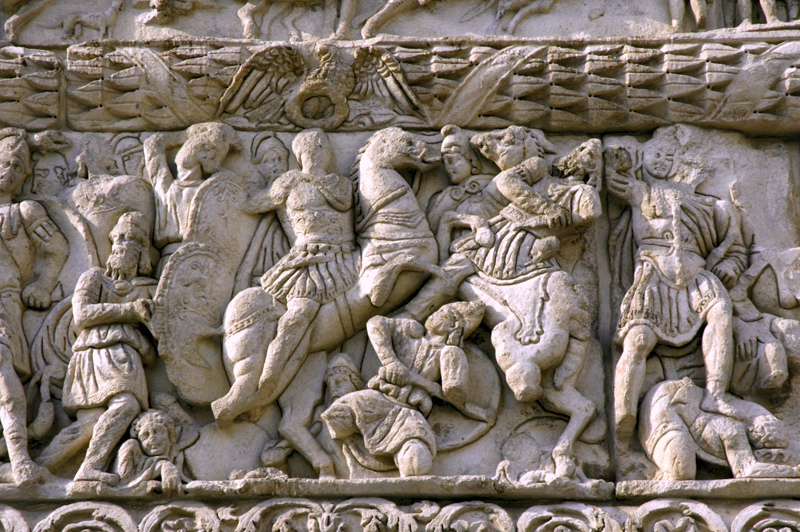
Dettaglio di Galerio che attacca Narsete sull'arco omonimo a Salonicco, in Grecia

A Galerio, cesare sotto l'imperatore Diocleziano, fu affidato il comando delle operazioni militari. Dopo che Diocleziano aveva stabilito il proprio accampamento ad Antiochia, Galerio invase la Mesopotamia, occupata da Narsete nella speranza di scongiurare l'avanzata nemica. Dopo questo evento ebbero luogo tre battaglie, le prime due delle quali terminarono con un esito incerto. La terza lotta si combatté a Callinicum, dove Galerio subì una cocente sconfitta e fu costretto a ritirarsi. Galerio attraversò l'Eufrate nella Siria per raggiungere suo suocero Diocleziano ad Antiochia. Al suo arrivo, Galerio fu rimproverato da Diocleziano, il quale lo ritenne responsabile per la disastrosa disfatta riportata contro Narsete. Avvilito per l'accaduto, Galerio giurò di volersi vendicare e allestì i preparativi per una campagna nell'est per tutto l'inverno del 297; alla fine, egli invase l'Armenia con 25 000 uomini.
Forte del sostegno degli armeni, Galerio sorprese Narsete nel suo accampamento alla battaglia di Satala e inflisse a quest'ultimo una grandissima disfatta, costringendolo a fuggire in tutta fretta. Oltre al ricco bottino, furono depredati sua moglie, i prigionieri, le sue sorelle, il suo harem e un certo numero dei suoi figli. La Mesopotamia orientale tornò così in mano ai romani e Tiridate tornò a rivestire la carica di monarca dell'Armenia.

#### Negoziati di pace
Ansioso di giungere a una pace con i romani, Narsete inviò il suo ambasciatore Afarbano a Galerio onde limitare i danni e impedire un'ulteriore avanzata romana. L'ambasciatore persiano, dopo aver lodato il vincitore della guerra pur senza sminuire il suo re, fece appello alla moderazione dei romani, rammentando con un'allegoria orientale che «Roma e la Persia sono i due occhi del mondo [...] e che se uno dei due venisse accecato il mondo sarebbe imperfetto e mutilo». Secondo lo storico di epoca bizantina Pietro Patrizio, la risposta di Galerio fu interlocutoria, ma ciononostante raffigurò la controparte che i romani non erano soliti calpestare un nemico sconfitto.
Diocleziano e Galerio, dopo essersi incontrati a Nisibi, inviarono Sicorio Probo, uno dei loro segretari, per comunicare ai persiani le condizioni per la pace. Probo venne accolto con tutti gli onori dai persiani ma la sua udienza con il re sasanide venne rimandata di giorno in giorno con diversi pretesti; lo storico inglese Edward Gibbon ha ritenuto che presumibilmente Narsete intendeva guadagnare tempo per radunare un esercito adeguato, affinché potesse trattare la pace con maggiore dignità. Quando finalmente arrivò il giorno dell'udienza Probo comunicò allo scià le condizioni per la pace:
1. La città di Nisibi, dove fu siglata la pace, avrebbe dovuto fungere da perno del commercio dei due imperi;[19]
2. Armenia e Iberia diventano regni clienti dei romani;[19]
3. Il confine tra i due imperi è fissato sul fiume Tigri mentre il confine tra Armenia e Persia è fissato nei pressi di Zintha, una fortezza della Media ai confini con l'Armenia;[19]
4. I persiani cedono cinque regioni al di là del Tigri: a giudizio di Pietro Patrizio, si trattava di Intelene, Sofene, Arzanene, Zabdicene e Carduene;[19] per Ammiano Marcellino, invece, le cinque regioni cedute sarebbero state la Zabdicene, l'Arzanene, la Moxoene, la Carduene e la Rehimene.[20]

Narsete si oppose solo al primo punto, che tuttavia fu costretto ad accettare di fronte alla fermezza degli avversari. Dopo la stipula del trattato, a Narsete furono restituiti i parenti imprigionati dai romani. Il sovrano non visse tanto a lungo da poter ammirare come l'intesa sfavorevole al suo impero avrebbe trovato attuazione; a titolo di cronaca, la pace durò per quaranta anni, fino a quando nel 337 Sapore II non la infranse. Egli morì nel 303 e fu succeduto da suo figlio, Ormisda II.

## Monetazione
Il titolo di Narsete riportato sulle sue monete non differiva dalla formula tradizionale, ovvero Mazdēsn bay Narsē šāhān šāh Ērān ud Anērān kēčihr az yazdān ("l'adoratore Mazda, divino Narsete, re dei re dell'Iran e del non Iran, il cui seme deriva dagli dei"). L'iconografia delle monete di Narsete può essere classificata in tre fasi distinte. La prima e la seconda lo ritraggono con indosso una corona di palmette, sebbene con due diverse acconciature. Nella terza serie, indossa una corona lamellare e un'acconciatura differente.

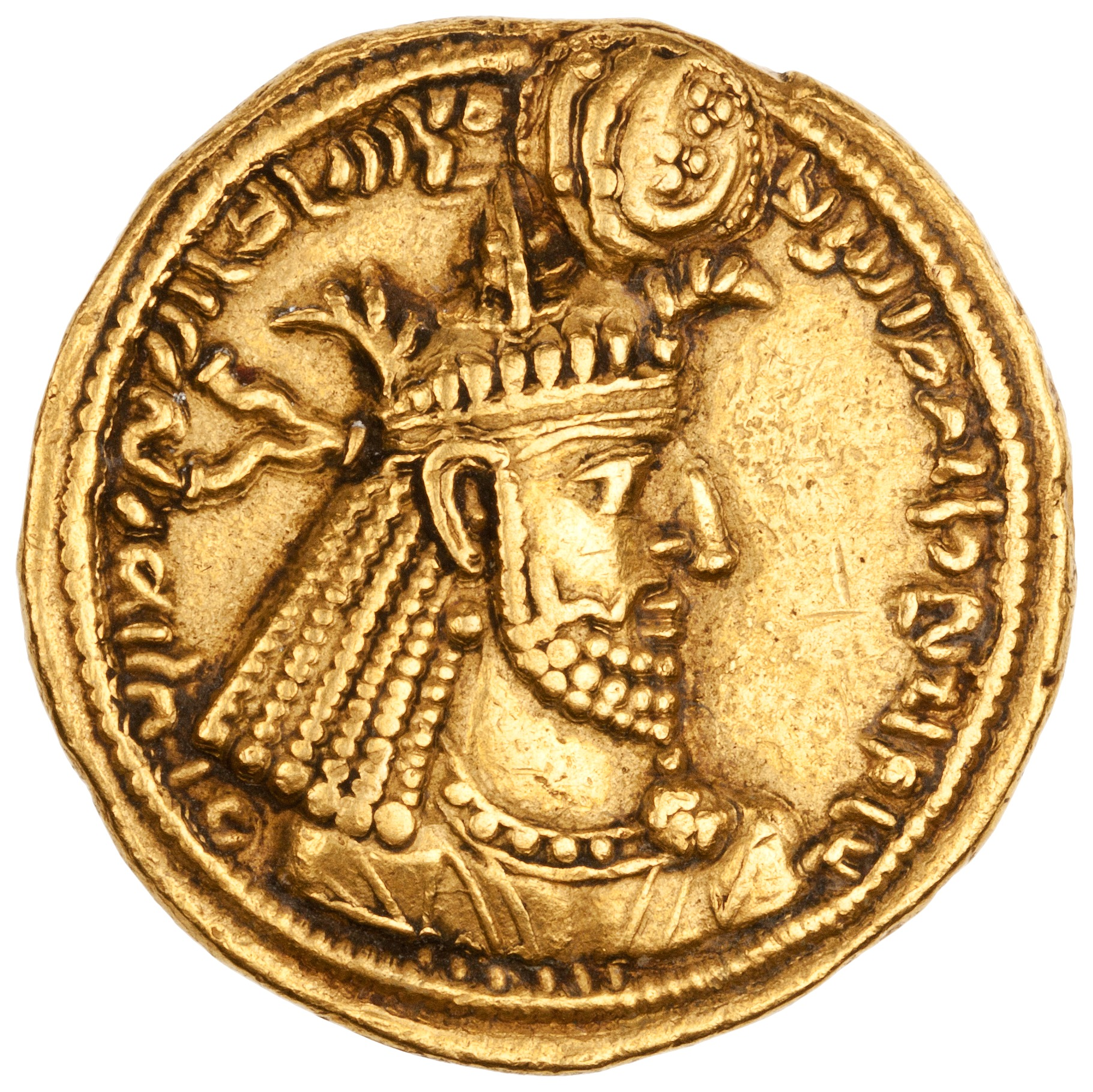
Dinaro d'oro di Narseh, prima serie
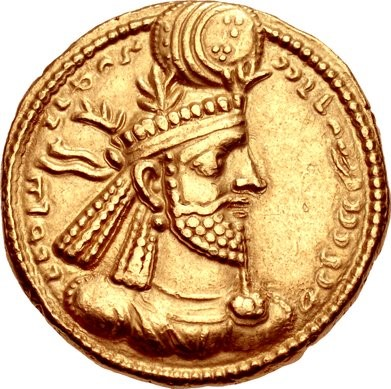
Dinaro d'oro di Narseh, seconda serie
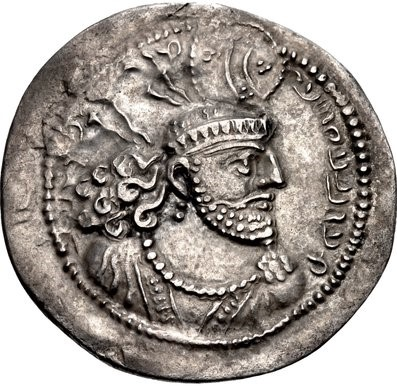
Dracma di Narseh, terza serie

## L'iscrizione di Paikuli
L'iscrizione di Paikuli, situata nell'attuale Kurdistan iracheno, è l'unica fonte che descrive il regno di Bahram III e l'ascesa al trono di Narsete. A differenza delle Res gestae divi Saporis a Ka'ba-ye Zartosht, l'iscrizione di Paikuli omette l'utilizzo del greco, ma impiega ancora il partico e il medio persiano. Ad ogni modo, tratta dell'ultima attestazione dell'uso del partico nel mondo sasanide. L'iscrizione, insieme a quella relativa a Sapore I, dimostra che l'organizzazione dei più antichi sovrani sasanidi non differiva di molto rispetto a quella dello Stato predecessore, l'impero partico. Allo stesso modo del monarca dei Parti, la controparte sasanide adottava il titolo di shahanshah ("re dei re") e governava in veste di signore supremo con altri re minori al suo servizio, come ad esempio il re di Adiabene.

## Bassorilievo

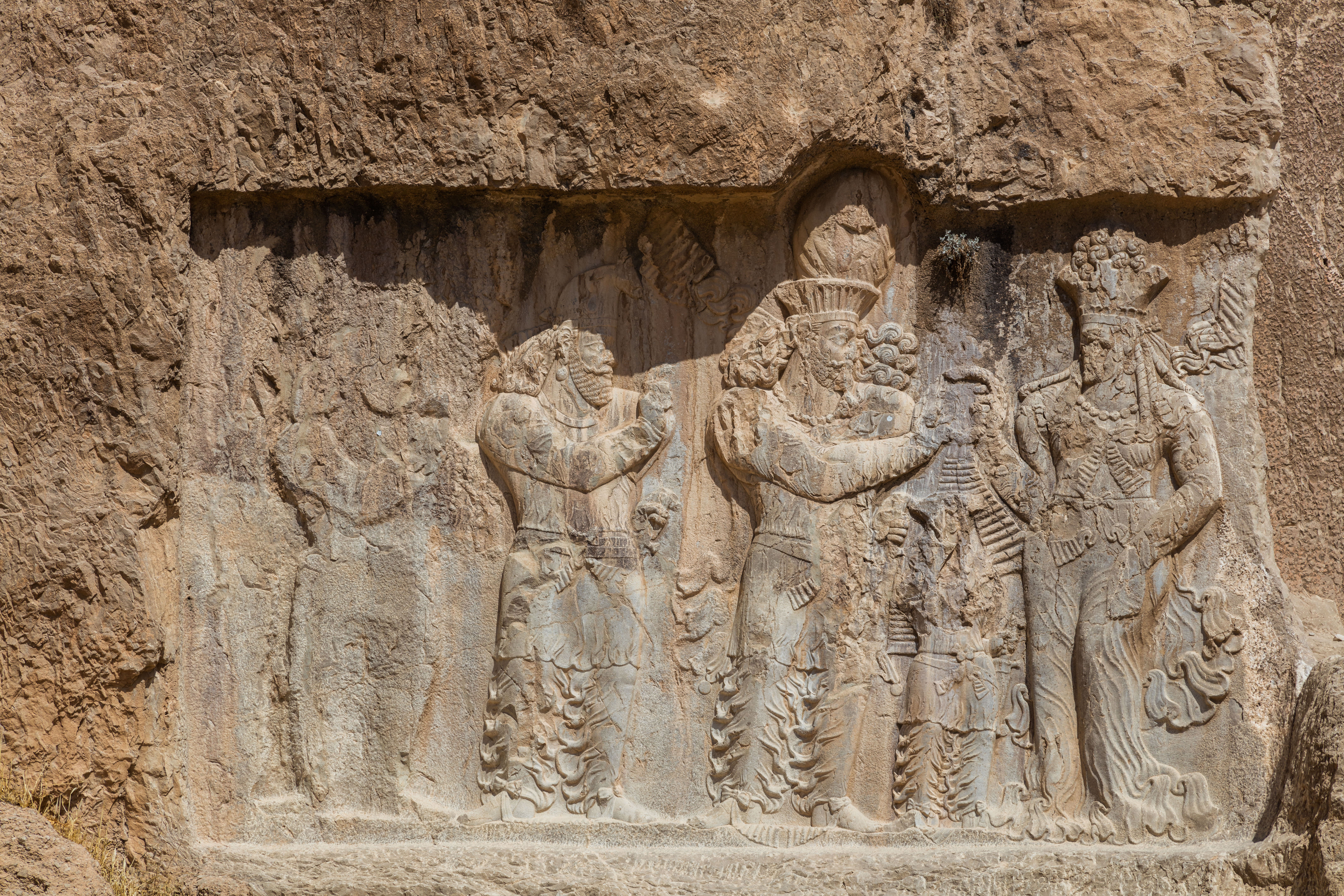
Il bassorilievo di Naqsh-e Rostam che ritrae Narsete intento a ricevere l'anello della regalità da una figura femminile, ritenuta o la dea Anahita o la moglie e regina Shapurdukhtak. La figura in piedi dietro Narsete è molto probabilmente suo figlio ed erede, Ormisda

Mentre era al potere, Narsete fece scolpire una scultura nella roccia a Naqsh-e Rostam, tra il luogo di sepoltura dei re achemenidi Dario il Grande (r. 522-486 a.C.) e Serse I (r. 486-465 a.C.). Il bassorilievo raffigura una scena di investitura, con Narsete, che indossa una corona lamellare, circondato dalla sua famiglia. Il sovrano riceve l'anello della regalità da una figura femminile, che in genere viene associata alla dea Anahita. Tuttavia, alcuni studiosi ritengono che si possa trattasse di sua moglie, la regina Shapurdukhtak. La figura in piedi alle spalle Narsete è molto probabilmente il principe ereditario Ormisda, poiché il suo copricapo aveva la forma di quello di una protome animale, un oggetto solitamente indossato dagli eredi sasanidi.

## Titoli
Narsete si fregiò di diversi titoli, i quali sono stati attestati dalle cronache contemporanee, dalle quattro iscrizioni a lui inerenti superstiti (ŠKZ, NVŠ, NPi, ŠṬBn-I) e dalle sue monete.
- Come governatore dell'Indo, Sakastan e Turan: ēr mazdēsn Narseh, šāh Hind, Sagestān ud Turestān tā drayā damb ("l'ariano, adoratore di Mazda Narsete, re dell'Indo (estan), del Sagestan e del Turan fino alla costa");[2]
- Come governatore dell'Armenia: šāh Armenān ("Re dell'Armenia");[2]
- Durante il suo governo come re dell'Iran, assunse i titoli dei suoi predecessori: ptkly ZNH mzdysn bgy nlsḥy MLKʾn MLKʾ ʾyrʾn W ʾnyrʾn MNW ctry MN yzdʾn, "Sua maestà mazdeista Narsete, re dei re dell'Iran e del non Iran il cui seme deriva dagli dèi" nell'iscrizione di suo fratello, Bahram I, su cui aveva effettuato delle modifiche;[2]
- Il titolo di Narseh ī Abzūdxwarrah ("Narsete, il cui xwarrah fiorisce"), che Narsete molto probabilmente aveva ricevuto su iniziativa dei suoi sostenitori quando si incontrarono a Paikuli nel 293.[2]

### Fonti primarie
- Ammiano Marcellino, Storie, libri XXI, XXV.
- Eutropio, Breviarium ab Urbe condita, libri IX.
- Pietro Patrizio, Frammenti 13 e 14, in Mirko Rizzotto (a cura di), Primiceri Editore, 2021, ISBN 978-88-33-00230-9.

### Fonti secondarie
- Cinzia Bearzot e Alberto Barzanò, Istituzioni di storia antica: Dalla preistoria all'espansione araba, Edizioni Studium S.r.l., 2018, ISBN 978-88-38-24725-5.
- (EN) Maria Brosius, Women i. In Pre-Islamic Persia, su Ehsan Yarshater, Encyclopædia Iranica, iranicaonline.org, online, Encyclopædia Iranica Foundation, 2000.
- Matthew P. Canepa, The Iranian Expanse: Transforming Royal Identity through Architecture, Landscape, and the Built Environment, 550 BCE–642 CE, University of California Press, 2018, ISBN 978-05-20-96436-5.
- (EN) Touraj Daryaee, Sasanian Persia: The Rise and Fall of an Empire, I.B.Tauris, 2014, ISBN 978-08-57-71666-8.
- (EN) Touraj Daryaee e Khodadad Rezakhani, From Oxus to Euphrates: The World of Late Antique Iran, H&S Media, ISBN 978-17-80-83577-8.
- (EN) Vladimir Dmitriev, "Aryan Worshiping Ohrmazd": Towards the Political Biography of Shahanshah Narseh, in Vestnik drevnei istorii [Rivista di Storia Antica], vol. 80, n. 2, 2020,  pp. 434-461, DOI:10.31857/S032103910008630-6.
- Michael Grant, Gli imperatori romani, Newton Compton Editori, 2012, ISBN 978-88-54-14697-6.
- (EN) Mehrdad Kia, The Persian Empire: A Historical Encyclopedia, ABC-CLIO, 2016, ISBN 978-16-10-69391-2.
- (EN) O. Klíma, Bahrām III, in Encyclopædia Iranica, III, Fasc. 5, ed. online, New York, 1988,  pp. 514-522.
- (EN) Michał Marciak, Sophene, Gordyene, and Adiabene: Three Regna Minora of Northern Mesopotamia Between East and West, BRILL, 2017, ISBN 978-90-04-35072-4.
- (EN) Nikolaus Schindel, Sasanian Coinage, in Daniel T. Potts, The Oxford Handbook of Ancient Iran, Oxford University Press, 2013, ISBN 978-01-99-73330-9.
- (EN) A. Shapur Shahbazi, Bahrām I, in Encyclopaedia Iranica, III, Fasc. 5, 1988,  pp. 514-522.
- (EN) A. Shapur Shahbazi, Hormozd Kušānšāh, in Encyclopædia Iranica, 2004.
- (EN) A. Shapur Shahbazi, Sasanian Dynasty, in Encyclopædia Iranica, 2005.
- (EN) M. Rahim Shayegan, Sasanian Political Ideology, in Daniel T. Potts, The Oxford Handbook of Ancient Iran, Oxford University Press, 2013, ISBN 978-01-99-73330-9.
- (EN) Prods Oktor Skjærvø, Kartir, in Encyclopaedia Iranica, XV, Fasc. 6,  pp. 608-628.
- (DE) Ursula Weber, Narseh, König der Könige von Ērān und Anērān, in Iranica Antiqua, vol. 47, 2012,  pp. 153-302, DOI:10.2143/IA.47.0.2141965.
- (EN) Ursula Weber, Narseh, in Encyclopædia Iranica.